# Чересло

Конструкція сучасного плуга: 1 — гряділь; 2 — триточкове навішування; 3 — регулятор глибини; 4 — чересло; 5 — долото; 6 — леміш; 7 — полиця

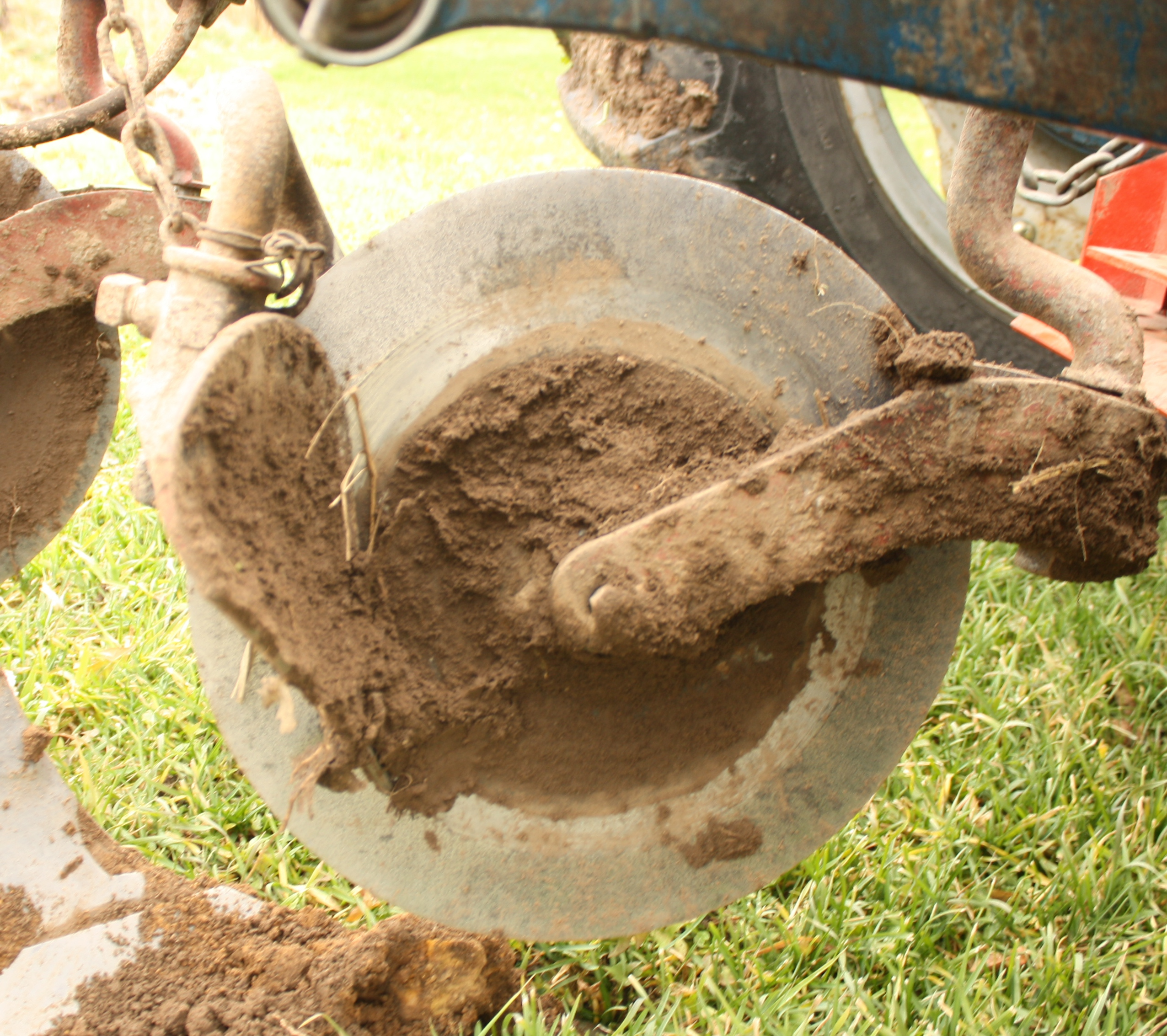
Дискове чересло і кутознімач (ліворуч)

Плуг з череслом на гербі Нойлера

Чересло́ (прасл. *čerslo < *čertslo від пра-і.є. *kertslom, утвореного від кореня *ker-t- — «різати») — елемент плуга, вертикальний ніж, розташований перед лемешем. Слугує для вертикального відкраяння скиби від цілини і тим самим полегшує роботу відвала, розвантажуючи його різальну крайку. Застосовується під час розорювання задернованих ґрунтів. Глибина розташування може регулюватися відповідно до характеру місцевого ґрунту.

## Історія
Чересло було відоме ще в Стародавньому світі: Пліній Старший повідомляє про його використовування в Реції.
Американець Генрі Стівенс у своїй книжці, виданій 1844 року, навів дані динамометричних досліджень плугів з череслом і без нього. Згідно з ними, при однаковій масі наявність чересла показувала набагато акуратніший результат. Воно розм'якшувало ґрунт, уможливлюючи плугу підрізати борозну, намічену череслом.
Найраніші чересла мали вигляд простого ножеподібного леза. Чересла з обертовими різальними дисками почали використовуватися бл. 1900 р.. Їхньою перевагою були рівно підрізаний край і різання дерну по всій ширині борозни.

## Види
- ножове — кріпиться до рами (гряділя), застосовується в плугах для дуже глибокої оранки, кут нахилу до рами регульований[3].
- дискове — кріпиться до рами (гряділя), застосовується в плугах для середньої і глибокої оранки, розташовується найчастіше тільки перед останнім корпусом чи рідше перед кожним корпусом багатокорпусного плуга, диск обертається на осі вилки і може повертатися в боки на 10–15°[3]
  - додатковим елементом дискового чересла може бути кутознімач (англ. jointer), вживаний замість передплужника, він має циліндричну або циліндроїдальну поверхню, спрямований до чересла з боку стінки борозни[3][6]. Він перегортає невеликий верхній шар скиби перед тим як леміш перегорне основну її масу[6]. Це забезпечує повне покриття дерну перегорнутою скибою[6].
- полозове — кріпиться до польової дошки (полоза)[3].